# Dicentrines lineaticollis
Dicentrines lineaticollis är en skalbaggsart som beskrevs av Hermann Burmeister 1844. Dicentrines lineaticollis ingår i släktet Dicentrines och familjen Melolonthidae. Inga underarter finns listade i Catalogue of Life.